# Keno tom Broke

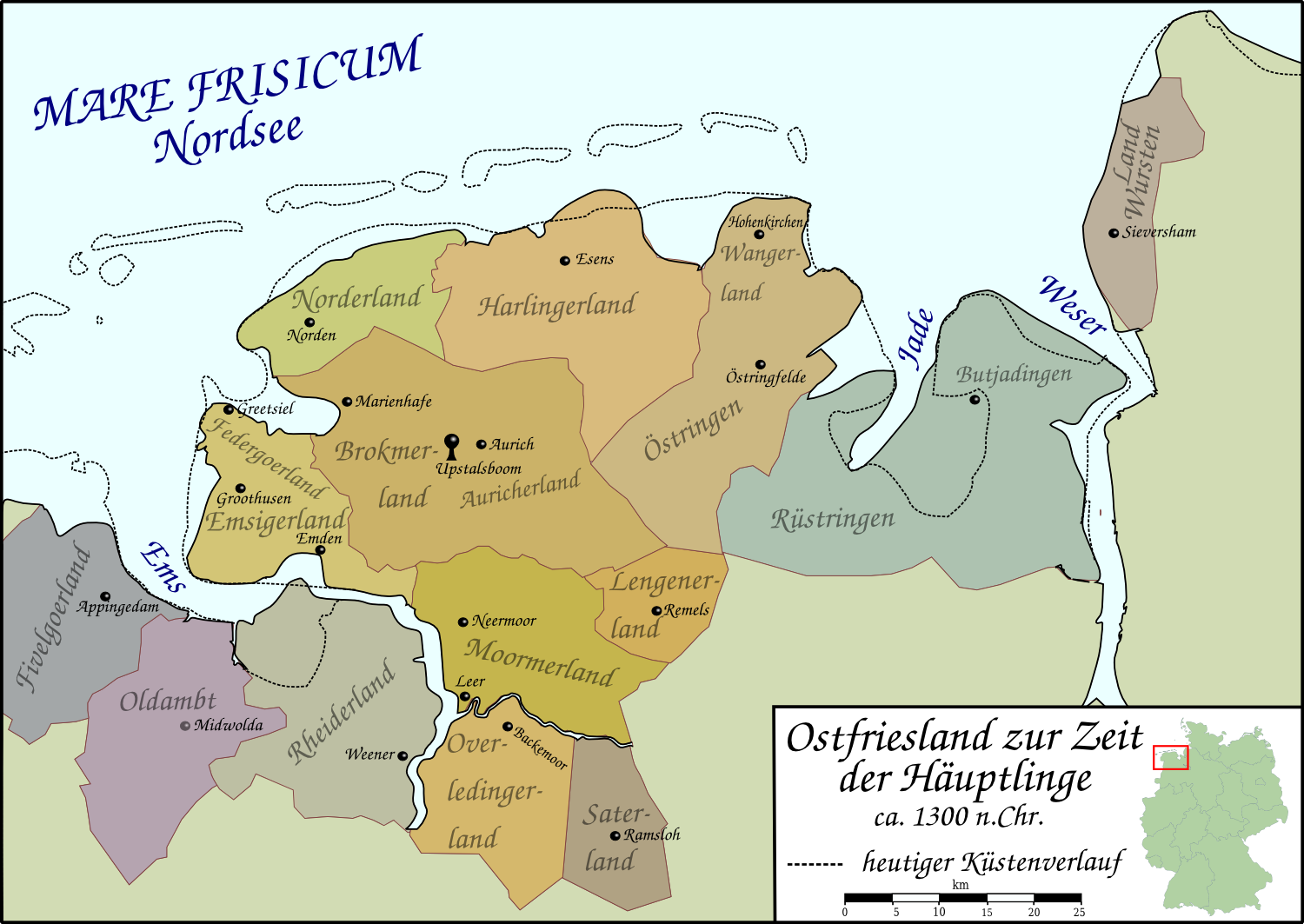
Oost-Friesland rond 1300

Keno tom Broke, ook Keno II tom Brok genoemd, (? – 16 augustus 1417) was een Oost-Friese hoofdeling, die begin 15e eeuw in Oosterlauwers Friesland over de meeste macht beschikte. Tijdens de Grote Friese Oorlog was hij de leider van  de Geallieerde partij. 

## Familie
Keno tom Brok werd geboren omstreeks 1380 als zoon van de hoofdeling Ocko I tom Brok en Foelke Kampana. Hij had twee zussen, Ocka tom Brok (ca. 1381 - 1397) en Tetta tom Brok (ca. 1382 - 1426), en een buitenechtelijk oudere halfbroer, Widzel tom Brok (rond 1359 - 25 april 1399).
In 1389 werd zijn vader vermoord. Keno was minderjarig en zijn oudere halfbroer Widzel oefende samen met hun moeder Foelke de heerschappij uit in Brookmerland. Na de moord op Widzel op 25 april 1399 werd Keno hoofd van de familie.
Keno trouwde met Adda Idzinga en had een zoon Ocko II tom Brok (1407 - 26 april 1435).

## Krijgsheren
In de 14e en 15e eeuw zochten veel Friese gemeenschappen bescherming bij krijgsheren, de zogenoemde headling of hovetling. Deze beschermheren brachten nieuwe problemen met zich mee; onderling ontstonden twisten, die vaak uitliepen op bloedige vetes. Keno was een van de machtigste krijgsheren in Oost-Friesland.
De krijgsheren gingen steeds meer samenwerken totdat er twee groepen overbleven: de Schieringers en de Vetkopers.
Het begin van de 15e eeuw in Friesland stond in het teken van gevechten tussen beide groepen. De Schieringers hadden in het begin de opperhand en een sterke positie in de stad Groningen. Groningen werd hiermee een toevluchtsoord voor de Schieringers die elders uit hun stinsen waren verdreven.

## Keno's heerschappij
In Oost-Friesland had de piraat Klaus Störtebeker eerder al een toevluchtsoord bij Widzel tom Brok gezocht en verkregen. Toen Keno de heerschappij in Brookmerland overnam, verleende hij aanvankelijk ook bijstand aan Gödeke Michels en Klaus Störtebecker (en zijn manschappen). Na 1400 dwongen gildeleden van de Hanze Keno om zijn verbond met de piraten op te geven. Störtebecker zou ook met Keno's dochter (of zus) zijn getrouwd.
Het leven van Keno stond voor een belangrijk deel in het teken van verdere machtsuitbreiding over Oost-Friesland. Dit machtsstreven bracht hem in conflict met Hisko Abdena, de proost van Emden, en een machtige tegenstander. Om Hisko te kunnen weerstaan sloot hij in 1404 vrede met de grootste tegenstander van zijn vader, Folkmar Allena. In ruil voor diens steun gaf hij deze het kasteel Canhusen terug. Voorts zette hij zich ertoe om de resterende steunpunten van de Vitaliënbroeders in te nemen en veroverde de steden Norden en Pilsum, waarvoor hij van de Hanze als beloning de stinsen en burchten in Nesse, Arle, Berum, Greetsiel en Osterhusen kreeg toebedeeld. Verdere gebiedsuitbreidingen realiseerde hij in 1408 toen hij samen met Focko Ukena Collinghorst, Potshausen en het kasteel Esse in Ihrhove veroverde.
Omstreeks 1410 sloot Keno vrede met Hisko, niettemin bleven de twee machtigste hoofdelingen in elkaars vaarwater zitten. Om zijn positie verder te verstevigen sloot Keno bondgenootschappen met de Onsta's, Bronckhorsten en Vetkopers, Daarmee verstevigde hij zijn invloed in de Ommelanden en de stad Groningen. In 1413 leidde een geschil over Everd Idzinga, een bondgenoot van Keno tot nieuwe vijandelijkheden tussen hem en Hisko. Dit conflict breidde zich spoedig uit over alle Zeven Friese Zeelanden en meerdere partijen raakten erbij betrokken die zich in twee kampen opdeelden, de Schieringers en de Geallieerden. In Oost-Friesland wierp Keno zich op als aanvoerder van de Geallieerden. Op 21 oktober 1413 verdreef hij Hisko uit Emden, die naar Groningen vluchtte. Keno steunde de Vetkopers in Groningen en Friesland. In 1415 belegerde hij de kastelen van Rheide, Termunten en Delfszijl in  de Ommelanden, en viel de stad Groningen in zijn handen. In 1417 viel zijn leger Westerlauwers Friesland binnen. Op dat moment stond Keno II tom Brok op het hoogtepunt van zijn macht.
Na zijn overwinning op de Schieringers in de slag bij Okswerderzijl in 1417 stierf Keno plotseling als gevolg van een ziekte.